# Хаскельберг, Борис Лазаревич
Бори́с Ла́заревич Хаскельбе́рг (28 мая 1918, Ильинцы, Липовецкий уезд, Киевская губерния, Украинская Народная Республика — 26 сентября 2011, Беэр-Шева, Израиль) — советский и российский правовед, специалист по гражданскому праву, доктор юридических наук (1969), профессор, заслуженный юрист Российской Федерации (1998), почётный работник высшего профессионального образования Российской Федерации (1998). Участник Великой Отечественной войны.

## Биография
Родился 28 мая 1918 года в местечке Ильинцы в еврейской семье. В 1936 году окончил Николаевский финансово-экономический техникум, затем работал на шахтах Донбасса.
В 1938 году был призван в ряды РККА, принимал участие в боевых действиях во время Советско-Финской войны, где получил первое тяжелое ранение. В 1940 году поступил во 2-й Ленинградский юридический институт им. Калинина, но в августе 1941 года вновь ушел на фронт. Воевал в составе Ленинградского фронта в должности командира отделения 14-го Краснознаменного стрелкового полка войск НКВД 109-й стрелковой дивизии (впоследствии 602-й стрелковый полк 42-й армии Ленинградского фронта), был трижды ранен. Член ВКП(б) с 1943 года.
В 1944 году после тяжелого ранения и длительного лечения вернулся в Ленинград, где поступил на второй курс юридического института Ленинградского государственного университета; ученик академика А. В. Венедиктова. После окончания университета и аспирантуры 21 декабря 1950 года, успешно защитил диссертацию на соискание ученой степени кандидата юридических наук по теме: «Переход права собственности по договору купли-продажи в советском гражданском праве» (официальные оппоненты В. К. Райхер и О. С. Иоффе). Работал ассистентом юрфака ЛГУ, но в условиях «борьбы с космополитизмом» не смог закрепиться на кафедре.
Был направлен на преподавательскую работу на юридический факультет Томского государственного университета. 22 апреля 1969 года в Институте философии и права АН КазССР защитил докторскую диссертацию «Обязательство железнодорожной перевозки по советскому гражданскому праву» (официальные оппоненты О. Н. Садиков, Ю. Г. Басин и М. Г. Масевич).
За время своей научно-преподавательской деятельности Борис Лазаревич подготовил 19 кандидатов и 5 докторов наук. Им было написано и опубликовано 5 монографий и более 100 научных статей в ведущих научных журналах и иных периодических изданиях. Более сорока лет, с 1951 по 1998 годы, Борис Лазаревич вел лекционные курсы по гражданскому праву.
Награждён государственными наградами: орден Почёта (2008), Орден Славы 3-й степени, Орден Отечественной войны 1-й степени, медаль «За оборону Ленинграда», Медаль за победу над Германией, юбилейные медали. Кроме этого, за вклад в подготовку высококвалифицированных специалистов в области юриспруденции и в развитие отечественной науки и образования награждён Почетной грамотой Высшего Арбитражного Суда РСФСР, Почетной грамотой Государственной Думы Томской области, Памятной медалью имени А. Ф. Кони.
Скончался 26 сентября 2011 года в г. Беэр-Шева (Израиль). Похороны состоялись 2 октября 2011 года там же.